# Ракетный удар по Харькову 11 июля 2022 года
Ракетный удар по Харькову российской армией произошел 11 июля 2022 года и повлёк за собой смерть шести человек и ранение десятков, включая детей.

## Предыстория
За пару недель до данного события Amnesty International заявила, что российские войска производили «беспощадную кампанию неизбирательных бомбардировок Харькова» в начале вторжения и русские «почти ежедневно обстреливали жилые кварталы, убивая сотни мирных жителей и вызывая массовые разрушения». В дополнение Amnesty International отметила, что «многие атаки были совершены с использованием широко запрещённых кассетных боеприпасов». В Институте изучения войны 9 июля предположили, что Россия хочет аннексировать всю Харьковскую область.
Только за последние дни было не менее сорока ракетных, авиационных, артиллерийских и минометных обстрелов Харькова и его окрестностей.

## Ход событий
Россияне обстреляли украинский Харьков 11 июля 2022 года и убили шесть человек. Кроме этого более тридцати мирных жителей, включая двоих детей получили ранения. Обстрел жилых кварталов велся из артиллерии, реактивных систем залпового огня и танков как в Харькове, так и в его окрестностях. Кроме этого в тот же день чуть ранее отдельный удар был совершен по школе и ещё одному жилому дому откуда смогли из под завалов спасти 86-летнюю женщину.
Ведущие мировые СМИ, такие как The Associated Press, Reuters и Голос Америки и другие, отмечают, что данный удар был совершен в то время, когда спасатели в Часове Яре пытались извлечь выживших после другого ракетного удара по двум жилым домам, убившего десятки людей.
По данным главы Харьковской области Олега Синегубова под огнем русских РСЗО оказались сугубо и исключительно гражданские постройки. Россияне повредили очередной торговый центр, а также разрушили жилые дома. Кроме этого, снаряды попали во дворы жилых домов, разрушили частные гаражи, машины харьковчан и вызвали череду пожаров.
За сутки харьковские спасатели были вынуждены совершить 27 выездов (из них 11 на ликвидацию пожаров, вызванных обстрелами).

## Классификация события
Украина обвинила русских в «абсолютном терроризме» из-за ракетных ударов по жилым районам.

## Погибшие
Сначала появилась информация о трёх убитых, а впоследствии их количество возросло в два раза. Среди погибших — отец с 17-летним сыном, которые направлялись взять справку для поступления подростка в университет.

## Принадлежность атаки
Министерство обороны Российской Федерации в ежедневной сводке сообщило, что нанесло «точечные удары по пунктам дислокации националистических батальонов и иностранных наемников в Основянском и Слободском районах Харькова». Также утверждалось, что были убиты «около 250 боевиков» и «уничтожены до 25 единиц бронетанковой и автомобильной техники». Однако украинская сторона заявила, что удару подверглись лишь гражданские постройки.

## Реакция
Директор по исследованиям Европейской экспертной ассоциации Мария Авдеева прокомментировала обстрел: 

Россия яростно атакует второй по величине украинский город, чтобы сделать невозможным его восстановление и возвращение к нормальной жизни. Каждую ночь на Харьков в произвольном порядке обрушиваются ракеты, заставляя местных жителей гадать, где произойдет следующая атака. Сегодня мишенями стали частный дом и школа.